# Corina Olar
Corina-Simona Olar-Corniciuc (n. 27 august 1984, Hunedoara, Hunedoara, România) este o jucătoare română de fotbal. În prezent joacă pentru Olimpia Cluj și pentru echipa națională a României în calitate de apărător.